# سینما آزادی (کرمانشاه)
پردیس سینما آزادی یا سینما شهر فرنگ نام یک سینما در شهر کرمانشاه است. این سینما در خیابان اشرفی اصفهانی و محلهٔ پل چوبی این شهر قرار دارد. سینما آزادی دارای سه سالن به گنجایش ۵۰۱ نفر و دو سالن vip با ظرفیت هریک ۱۸ نفر بوده (جمعا ۵۳۷ صندلی) و کافی شاپ مجلل و با درجه ممتاز به مؤسسه فرهنگی تبلیغاتی بهمن سبز و حوزه هنری تعلق دارد.
کافی شاپ سینما آزادی در سال ۱۴۰۳ به کاربری مرکز بازی های رایانه ای (گیم نت) تغییر کاربری داده است و در فضایی جذاب و مدرن روزانه پذیرای جوانان این شهر می باشد‌‌.

## تاریخچه
سینما شهر فرنگ کرمانشاه در سال ۱۳۵۴ با یک سالن نمایش فیلم به گنجایش ۱۰۸۵ صندلی توسط خلیل جوادیان شروع به فعالیت نمود. این سینما فعالیت خود را با نمایش فیلم مغول‌ها اثر پرویز کیمیاوی آغاز کرد. از جمله فیلم‌هایی که در این سینما اکران شده‌است می‌توان به سرایدار (۱۳۵۵) اثر خسرو هریتاش اشاره کرد.
در جریان انقلاب بهمن ۱۳۵۷ سینما شهر فرنگ چندین بار از سوی گروه‌های افراطی اسلام‌گرا مورد حمله قرار گرفت و خسارت‌هایی بدان وارد آمد. پس از انقلاب بهمن ۱۳۵۷ سینما شهر فرنگ نیز همچون دیگر سینماهای ایران تعطیل شد. در ۲ مرداد سال ۱۳۵۹ به دستور علی قدوسی دادستان کل انقلاب اسلامی تمام سینماهای ایران توسط حکومت به نفع بنیاد مستضعفان مصادره شدند و سینما شهر فرنگ نیز مصادره و تعطیل شد. اما پس از مدتی نام این سینما به سینما آزادی تغییر داده‌شد و فعالیت آن از سر گرفته‌شد.
در آذر ۱۳۸۰ سینما آزادی و سینما استقلال کرمانشاه برای مدتی تعطیل شدند. مسئول سمعی-بصری و نیز معاون فرهنگی ادارۀ کل ارشاد اسلامی کرمانشاه اکران دو فیلم زیر پوست شهر و رقص شیطان بدون ممهور کردن پلاکارد فیلم‌ها را علت تعطیلی این دو سینما اعلام کرد. این تعطیلی اعتراض نمایندۀ مجمتع خدمات سینمای حوزۀ هنری کل کشور را در پی داشت که برای پیگیری این ماجرا به کرمانشاه سفر کرده و در جلسات غیرعلنی با معاونت فرهنگی و مدیرکل ارشاد اسلامی کرمانشاه و مدیریت سینمایی منطقۀ غرب کشور شرکت کرده‌بود. با این وجود این تعطیلی موقتی بود و هر دو سینما پس از مدتی به فعالیت خود ادامه دادند.
فعالیت سینما آزادی تا شهریور سال ۱۳۸۳ ادامه یافت و در آن زمان در تعطیلی ۷۲ ساعتهٔ سینماهای کرمانشاه همراه با دو سینمای استقلال و پیروزی در این شهر اعلام تعطیلی کرد. با این حال اندکی بعد فعالیت این سینما از سر گرفته شد. این سینما تا سال ۱۳۸۷ به صورت نیمه ورشکسته به فعالیت خود ادامه داد، اما در نهایت از دی ۱۳۸۷ از سوی حوزهٔ هنری سازمان تبلیغات اسلامی کرمانشاه که ادارهٔ آن را بر عهده داشت تعطیل اعلام شد.
این سینما در سال ۹۹–۱۳۹۸ توسط مؤسسه فرهنگی تبلیغاتی بهمن سبز بازسازی و دو سالن وی آی پی با ظرفیت هریک ۱۸ نفر به آن اضافه شد و به پردیس سینمایی تبدیل گردید. این پردیس در مجموع دارای ۵۳۷ صندلی نمایش و دارای کافی شاپ، فود کورت و بوفه است.

## بازسازی سینما آزادی
پس از مدتی عملیات نوسازی و تجهیز آن آغاز شده و طی آن سالن بزرگ این سینما به یک سالن کوچک‌تر به گنجایش ۵۰۰ نفر تقسیم شد. سینما آزادی در اردیبهشت ماه ۱۳۹۱ به‌طور رسمی بازگشایی شد.
در سال ۹۹–۱۳۹۸ در طرح توسعهٔ سینما آزادی، دو سالن وی آی پی با ظرفیت ۱۸ نفر به این سینما افزوده شد و سینما آزادی با سه سالن به پردیس سینمایی تبدیل شد.

درب بستۀ سینما آزادی در هنگام ورشکستگی و تعطیلی عمومی سینماهای کرمانشاه، مرداد ۱۳۸۸.

## وضعیت امنیت ساختمان
در ۱ تیر ۱۴۰۱ رئیس حوزۀ هنری کرمانشاه اعلام کرد که ساختمان سینما آزادی وضعیت امنیت مناسبی ندارد و سازمان آتش‌نشانی کرمانشاه خواهان تعطیلی سینما شده‌است، اما به دلیل عدم تخصیص بودجه و با توجه به فقدان فضاهای تفریحی مناسب در شهر کرمانشاه سینما آزادی همچنان به فعالیت خود ادامه می‌دهد.
در اردیبهشت ۱۴۰۳ رییس حوزۀ هنری استان کرمانشاه اعلام کرد که با توجه به اینکه آخرین به‌روزرسانی این سینما ۲۰ سال پیش انجام شده، تمام تجهیزات و امکانات آن هم‌اکنون فرسوده شده‌است. علاوه براین پوشش موکتی دیوارها و فقدان سیستم اعلام و اطفای حریق در سینما آزادی سبب خطرآفرین بودن آن در مقابل آتش‌سوزی شده‌است. به گفتۀ‌وی برای نوسازی سینما آزادی ۱۰ میلیارد تومان اعتبار مورد نیاز است، اما تنها ۶۰۰ میلیون تومان بودجه برای این امر اختصاص داده شده که همان رقم نیز هنوز به دست مسئولان استانی نرسیده‌است.